# Juan de Zúñiga y Flores
Juan de Zúñiga y Flores (Madrigal de las Altas Torres, 1541 o 1547 - Madrid, 20 de desembre de 1602) va ser un religiós i polític castellà, bisbe de Cartagena i inquisidor del Sant Ofici, va arribar a ser-ne inquisidor general uns pocs mesos.

## Biografia
Nascut a Madrigal de las Altas Torres el 1541 o 1547, fill il·legítim de Juan de Zúñiga i d'Inés de Flores, natural de la vila de Madrigal, de la qual no es té més informació. Criat a la seva vila natal, al llarg de la seva vida, Zúñiga va intentar assimilar els problemes derivats dels seu origen. Amb tot, això no li va impedir rebre una bona educació, costejada pel seu oncle, Diego de Zúñiga, a la Universitat de Salamanca.
Va iniciar al seva carrera al Tribunal de la Inquisició de València vers el 1579 i de Toledo (1584-1586), com a membre de la Suprema, i va ser canonge de la catedral. El seu talent va ser reconegut per un observador que va escriure sobre ell el 1579, segons aquest tenia capacitat per a qualsevol cosa, no obstant això el fet de la bastardia va impedir que aconseguís la promoció que ell creia merèixer i va fer que Zúñiga esdevingués una persona amb una actitud amargada, severa i implacable amb el proïsme. No en va li va comportar diversos maldecaps, el 1586 va ser proposat per Felip II al bisbat de Canàries, però el papa no va concedir-li la dispesa papal pel seu origen il·legítim; el mateix li va succeir amb el cobrament d'una pensió de la catedral de Segòvia.
Per la seva banda, Felip II el tenia en bona consideració, Zúñiga va ser membre del consell reial. A més, potser per reprendre al papa, el rei el va nomenar conseller de la Inquisició el 10 de novembre de 1586, on la bastardia no era obstacle per a la promoció. Tanmateix, el prelat estava en la ruïna, i finalment va aconseguir que se li concedís una pensió a càrrec de la catedral de Toledo. Finalment, probablement com a acte d'indiferència i menyspreu a l'actitud anterior del papa, Felip II el va nomenar Comissari General de la Croada (1596-1600), una administració que era responsable de les taxes que es recaptaven amb permís del mateix pontífex. A més d'aquests càrrecs, se li va encomanar la tasca de visitar la Universitat de Salamanca el 1593, on va reunir el claustre i va fer aprovar uns estatuts de gran importància, de la talla dels anteriors de Diego de Covarrubias, que van ser aprovats l'any següent pel monarca.
Com a membre del consell del rei, en aquell moment ja Felip III, va presentar un memorial, redactat i acordat prèviament amb el marquès de Dénia, que informava de la corrupció i nepotisme en el noment de càrrecs practicada per Pedro Portocarrero a la Inquisició, fent cas omís del difunt Felip II. Es va presentar un text on es creia convenient que l'inquisidor general consultés primer amb el monarca les persones que creia adients, situant l'actuació de la màxima autoritat del tribunal sota la corona. Cal esmentar que Zúñiga detestava a Portocarrero, a qui coneixia des de la seva etapa com a estudiant, i a qui considerava corrupte i incompetent. Un odi que se suposa es va incrementar per la facilitat amb la qual aquest aconseguia promocionar, quan el 1596 va arribar a ser inquisidor general. Quan Portocarrero va nomenar a Luis de Mercado, també contemporani de Zúñiga a la universitat, com a conseller de la Inquisició, va atacar a tots dos, adduint que la neteja de sang de Mercado estava en dubte des de feia molt de temps.
A causa de l'afany amb què va conduir el cas, es va fer aconsellable allunyar-lo de la cort, i no se sap com, però Felip III va aconseguir que el papa acceptés el seu nomenament com a bisbe de Cartagena el 23 de gener de 1600. A pesar d'haver arribat al cim de la seva carrera, després de ser consagrat el 9 de novembre de 1602, poc més d'un mes després. Poc abans, havia estat també escollit inquisidor general per butlla de Climent VIII de 29 de juliol de 1602, succeint a Fernando Niño de Guevara i sense arribar a exercir massa el càrrec.